# Meudon
Meudon je francouzské město ležící 12 km jihozápadně od Paříže v departmentu Hauts-de-Seine a regionu Île-de-France.
Meudon je známý především vědeckým výzkumem. Sídlí zde výzkumná centra CNRS a francouzského střediska pro letectví (Office National d'Études et de Recherches Aérospatiales) a dále mezinárodní Výbor pro rádiové frekvence (Comité Scientifique pour l'Allocation des Fréquences à la Radio Astronomie et la Recherche Spatiale). V roce 1875 zde byla založena observatoř, která je od roku 1926 přičleněna k Pařížské observatoři.

## Geografie
Město Meudon se rozděluje na místní části Meudon-Ville, Bellevue, Val-Fleury, Bas-Meudon a Meudon-la-Forêt.
Sousední obce: Sèvres, Boulogne-Billancourt, Issy-les-Moulineaux, Chaville, Clamart a Vélizy-Villacoublay.

## Historie
Území města bylo osídleno již v neolitu. V 16. století zde kardinál Charles de Lorraine-Guise nechal vybudovat zámek, který byl zbořen v roce 1803. V 19. století se zde rozvíjel hutní průmysl a výroba výbušnin.

## Pamětihodnosti
- Hrob a Muzeum Augusta Rodina
- Observatoř na místě bývalého zámku
- Železniční viadukt, který je dodnes v provozu, je nejstarší stavbou francouzských železnic.
- Televizní věž, která byla postavena mezi prvními ve Francii.

## Doprava
Dopravní spojení s Paříží zajišťuje RER (linka C).

## Vývoj počtu obyvatel

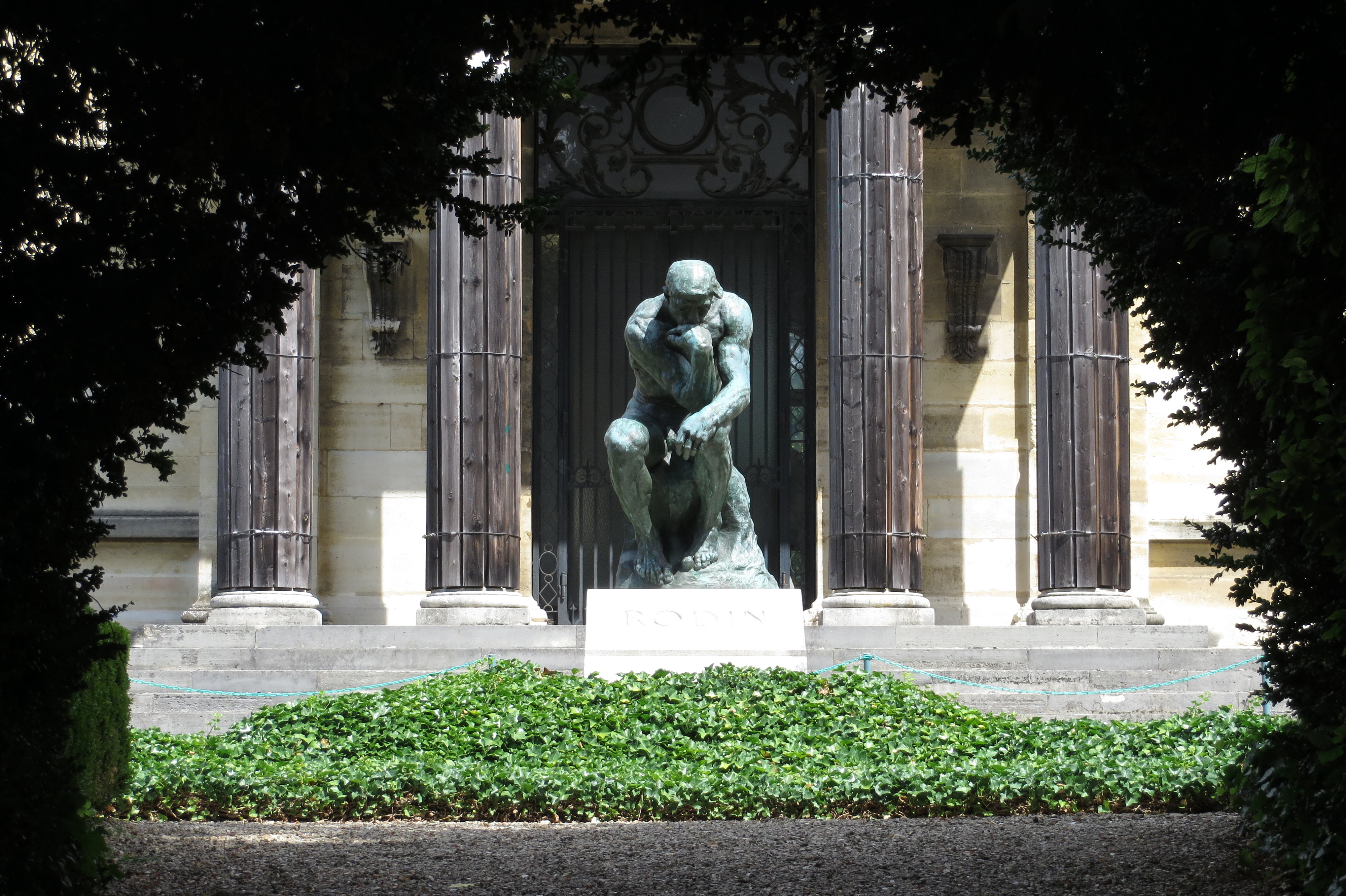
Hrob A. Rodina v Meudonu

Počet obyvatel

## Osobnosti
- François Rabelais (1483 nebo 1494–1553), spisovatel, právník, lékař, botanik a stavitel, autor slavného románu Gargantua a Pantagruel, zde byl farářem (1551–1553)
- Jules Dumont d'Urville (1790–1842), mořeplavec a polární badatel
- Richard Wagner (1813–1883), německý hudební skladatel, zde bydlel od dubna do října 1841, napsal zde první návrh Bludného Holanďana
- Édouard Manet (1832–1883), impresionistický malíř, se zde zdržoval několik měsíců v letech 1879 a 1880
- Alexandre Guilmant (1837–1911), varhaník a skladatel
- Auguste Rodin (1840–1917), francouzský sochař, který je zde pohřben
- Hans Arp (1886–1966), německo-francouzský sochař, malíř a básník,zde bydlel v letech 1929–1940
- Marcel Dupré (1886–1971), varhaník a skladatel
- Alberto Magnelli (1888–1971), malíř
- Sophie Taeuber (1889–1943), švýcarská malířka a sochařka, zde bydlela v letech 1929–1940
- Louis-Ferdinand Céline (1894–1961), spisovatel
- André Ekyan (1907–1972), jazzový hudebník a skladatel
- Lionel Jospin (* 1937), politik
- Jean-Luc Marion (* 1946), filozof
- Clemence Poésy (* 1982), herečka

## Partnerská města
- Brezno, Slovensko
- Celle, Německo
- Ciechanów, Polsko
- Mazkeret Batia, Izrael
- Rushmoor, Velká Británie
- Woluwe-Saint-Lambert, Belgie